# Leuctra kempnyi
Leuctra kempnyi är en bäcksländeart som beskrevs av Martin E. Mosely 1932. Leuctra kempnyi ingår i släktet Leuctra och familjen smalbäcksländor. Inga underarter finns listade i Catalogue of Life.